# Драга (Лошкий Поток)
Драга (словен. Draga) — поселення в общині Лошкий Поток, регіон Південно-Східна Словенія, Словенія. Висота над рівнем моря: 760,1 м.